# Archie Williams
Archie Franklin Williams (Oakland (Califórnia), 1 de maio de 1915 – Fairfax, 24 de junho de 1993) foi um velocista e campeão olímpico norte-americano.
Aluno e atleta da Universidade da Califórnia em Berkeley, até 1936 era um virtual desconhecido nas pistas de atletismo. Naquele ano, quebrou o recorde mundial dos 400 m com a marca de 46s1 no campeonato da NCAA. Depois de vencer as seletivas americanas para os Jogos Olímpicos, em Berlim 1936 venceu a prova e conquistou a medalha de ouro em 46s5. Atleta negro, perguntado anos depois sobre o famosos incidente em que Adolf Hitler teria se recusado a apertar as mãos de Jesse Owens após suas vitórias, declarou rindo: "Hitler também não apertaria minhas mãos!"
Depois dos Jogos ele se formou em engenharia mecânica em Berkeley e tornou-se piloto e instrutor de pilotos-cadetes durante a II Guerra Mundial. Na USAF, alcançou a patente de coronel, como oficial de meteorologia, depois de 22 anos de serviço ativo, e também combateu na Guerra da Coreia. Depois de se retirar da carreira militar, tornou-se professor de matemática e computação em escolas secundárias da Califórnia.

Quando voltei para casa, me perguntaram: "Como aqueles nazistas sujos trataram você?" Eu respondi que não tinha visto nenhum nazista sujo, apenas um bocado de alemães gentis. E eu não tive que andar no fundo do ônibus por lá. —  Archie Williams.